# ورزشگاه آبه لنسترا
ورزشگاه آبه لنسترا (انگلیسی: Abe Lenstra Stadion) یک ورزشگاه فوتبال در بلوار آبه لنسترا شهر هیرنفین، هلند است. این ورزشگاه در سال ۱۹۹۳ افتتاح شده‌است و ظرفیت آن ۲۶٬۴۰۰ نفر است. بازی‌های خانگی باشگاه فوتبال هیرنفین در این ورزشگاه برگزار می‌شود.

## نگارخانه

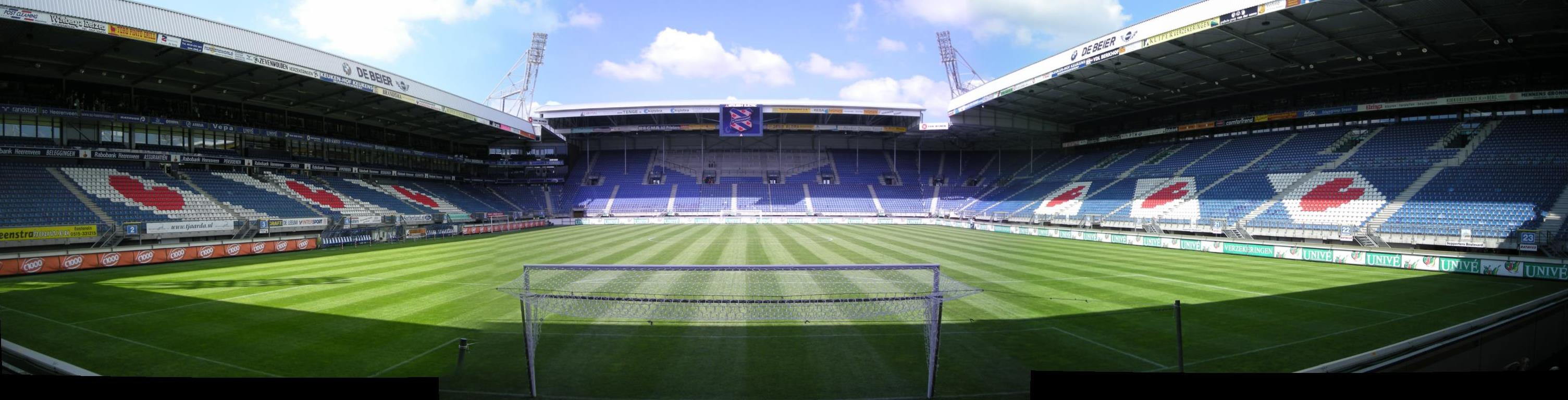